# Théâtre Le Méry
Le théâtre Le Méry est un théâtre fondé en 1936 place de Clichy, dans le 17e arrondissement de Paris.

## Histoire
À sa création en 1936, le Méry est un cabaret. Conçu dans un immeuble de style paquebot, comprenant la Librairie de Paris, un restaurant (en octobre 2019, désaffecté) et une boîte de nuit, il doit son nom à une femme appelée Méry et dont l'architecte du bâtiment (Michel Roux-Spitz, premier prix de Rome) était amoureux.
Le théâtre devient un cinéma de quartier dans les années 1960 puis un cinéma pornographique. Il ferme en 1996,. La salle sert de lieu de tournage pour le film dramatique La Chatte à deux têtes qui se déroule dans un cinéma pornographique.
La salle rouvre en 2003, après une rénovation et comptant désormais 240 fauteuils, sous la direction de l'association l'Alchimiste. La programmation allie danse, théâtre et concerts. Chantal Lauby, Pascal Légitimus, Richard Bohringer, Gérard Berliner, Renan Luce ou encore Nosfell s'y sont produits[source insuffisante]. À partir de mi-septembre 2007, le théâtre a programmé tous les soirs- sauf le lundi- et le dimanche en matinée, le spectacle de Renaud Siry Beatles Story, qui a été joué jusqu'au 31 décembre 2007.
Le théâtre ferme ses portes définitivement en 2015.